# 방사능 X
《방사능 X》(영어: Them!) 또는 《뎀!》은 1954년 개봉한 미국의 흑백 SF 괴수 영화이다. 방사능으로 인해 탄생한 괴수를 그린 초창기 작품군 중의 하나이며, 최초로 거대 절지동물의 위협을 묘사한 영화이기도 하다. 돌연변이 거대 개미의 습격을 다룬다. 고든 더글러스 감독이 연출했고, 제임스 휘트모어, 에드먼드 궨, 조앤 웰던, 제임스 아네스가 출연했다.

## 줄거리
1954년, 뉴멕시코 사막에서 길을 잃고 혼수상태에 빠진 소녀가 발견되고, 곧이어 파괴된 트레일러와 실종된 사람들이 발견된다. 경찰과 FBI는 수사를 시작하고, 곤충학자 부녀는 거대한 개미의 존재를 밝혀낸다. 이 개미들은 핵폭탄 실험으로 인해 돌연변이된 것으로, 사람들을 공격하고 있었다. 수색 결과 거대한 개미 둥지가 발견되지만, 여왕개미 두 마리가 새로운 둥지를 만들기 위해 탈출한 사실이 밝혀진다. 이로 인해 전 세계적인 개미 소탕 작전이 시작된다.
여왕개미 한 마리는 바다 한가운데에서 화물선을 공격하고, 다른 한 마리는 텍사스에서 UFO를 봤다고 주장하는 조종사를 통해 로스앤젤레스의 하수도에서 발견된다. 로스앤젤레스에 계엄령이 선포되고, 경찰과 군대는 하수도에서 나머지 여왕개미와 새끼 개미들을 찾기 위한 수색 작전을 펼친다. 수색 도중 경찰관이 거대 개미에게 희생되지만, 살아남은 사람들은 결국 개미 둥지를 찾아내 파괴한다. 사건을 해결한 후, 박사는 핵실험이 가져올 미래의 위험에 대해 경고하며 영화는 마무리된다.

## 출연
- 제임스 휘트모어 - 벤 피터슨 경사 역
- 에드먼드 궨 - 해럴드 메드퍼드 박사 역
- 조앤 웰던 - 팻 메드퍼드 박사 역
- 제임스 아네스 - 로버트 그레이엄 FBI 요원 역
- 온즐로 스티븐스 - 오브라이언 장군 역
- 숀 매클로리 - 키비 소령 역
- 크리스 드레이크 - 에드 블랙번 경관 역
- 샌디 데셔 - 엘린슨가의 딸 역
- 메리 앤 호컨슨 - 로지 부인 역
- 돈 셸턴 - 프레드 에드워즈 경감 역
- 페스 파커 - 앨런 크로티 역
- 올린 하울린 - 젠슨 역

## 기타 제작진
- 미술: 스탠리 플라이셔

## 같이 보기
- 거대 불개미의 습격